# Øster Allé
 For alternative betydninger, se Østre Alle (flertydig). (Se også artikler, som begynder med Østre Alle)
 Der er for få eller ingen kildehenvisninger i denne artikel, hvilket er et problem. Du kan hjælpe ved at angive troværdige kilder til de påstande, som fremføres i artiklen.

Øster Allé er en ca. 1,1 km lang gade på Østerbro i København. Den begynder ved Trianglen og fortsætter mod nordvest. Den deler Fælledparken i to. Den slår et kraftigt knæk, kort før den ender i Nørre Allé nær Vibenshus Runddel.
Vejforløbet er ældre end anlægget af allébeplantningen omkring 1750, da der sandsynligvis har været en sti eller en markvej mellem Vibenshus og indre Østerbro allerede i 1500-tallet.
Alleens træer kom fra Kongens Nytorv, hvor krinsen omkring rytterstatuen af Christian 5. blev fjernet. De gamle træer er skiftet ud flere gange, senest ved en fornyelse af gaden i 2010, hvor størstedelen af den ene side af alleen ikke er tilplantet for at få plads til parkeringspladser.
Navnet Øster Allé er i hvert fald kendt siden 1810, men det er givetvis jævngammelt med allébeplantningen, altså fra midten af 1700-tallet.
Øster Fælled er en af byens fælleder, dvs. fælles græsningsarealer for kreaturer. Fælleden blev undertiden også anvendt til henrettelser: Det var her, Struensee og Enevold Brandt blev henrettet 28. april 1772. På en lille høj ud mod Østre Allé står den såkaldte ”Struensee-sten”. Det er en kvartmilepæl fra Ole Rømers opmåling af de danske landveje i 1690'erne, og den har således intet med Struensee at gøre. Men det var i nærheden af dette sted, Struensee og Brandt blev henrettet. Henrettelsespladsen beskrives i samtiden som liggende ”200 alen fra Nøjsomhedsvej”, dvs. omtrent hvor Københavns Idrætspark siden blev anlagt. Det eksakte sted kendes ikke, da henrettelsen skete på et træskafot, der var opført til lejligheden.
I tiden omkring 1. verdenskrig blev en strimmel af Fælledparken reserveret til randbebyggelse, og mange gullaschbaroner opførte her store palæer, der senere blev ambassader og advokatkontorer. Poul Henningsen var i Kritisk Revy stærkt kritisk over for de huse, der skød op langs alleen og Blegdamsvej. Københavns Kommune havde mageskiftet dele af Fælledparken, nemlig Rigshospitalet og Niels Bohr Instituttets kommende arealer, mod selv at få en strimmel af Kongens Have til en udvidelse af Gothersgade. PH var kritisk over for denne kortsigtede skalten og valten med offentlige grunde.

## Nævneværdige bygninger i gaden
- Nr. 1: Enigma - Museum for Post, Tele og Kommunikation, åbnet 2017. Museet har til huse i det tidligere Østerbro Post- og Telegrafkontor, der blev opført i 1920 af Thorvald Jørgensen, der er bedst kendt for Christiansborg Slot og for Frihavnskirken på Østerbro.
- Nr. 5: Villa fra 1926 af Louis Hygom. Her boede i mellemkrigstiden P. Munch, der som udenrigsminister i Stauning-Munch-regeringen førte en forsigtig udenrigspolitik baseret på bl.a. Folkeforbundet. Siden fik det argentinske gesandtskab kontorer her.
- Nr. 6: Tidligere Østre Elektricitetsværk (1902 af Ludvig Fenger og Ludvig Clausen). Her boede i 1890'erne kunsthistorikeren og direktør for Statens Museum for Kunst, Karl Madsen.
- Nr. 7 & 23: Her har det belgiske gesandtskab/ambassade ligget i over 60 år.
- Nr. 25: Arbejderhjemmet Fredenshus, opført af Foreningen til Lærlinges Uddannelse (1914-15 af Søren Lemche).
- Nr. 28: Her boede kunstmaleren H.C. Langtved.
- Nr. 29: Grosserer Wengels hus fra 1923, også af Louis Hygom. Sovjetunionens konsulatsafdeling har tidligere ligget her. Villaen har kælenavnet ”Ligkisten” efter husets langstrakte form og enkle facade.
- Nr. 31: Villa fra 1919 af Jens Ingwersen
- Nr. 33: Villa for grosserer Aage Heyman, opført 1918 ved Gotfred Tvede. Norges ambassade lå her. Ejendommen blev handlet for 85 mio kr i 2018, og var indtil 2025 ambassade for De Forenede Arabiske Emirater.[3]
- Nr. 50: Her ligger Parken, Danmarks største fodboldstadion. Det nuværende kompleks er opført 1992 ved Gert Andersson.

Over for Fredenshus Arbejderhjem ligger Brumleby, tidligere Lægeforeningens Boliger.